# Appetithäppchen

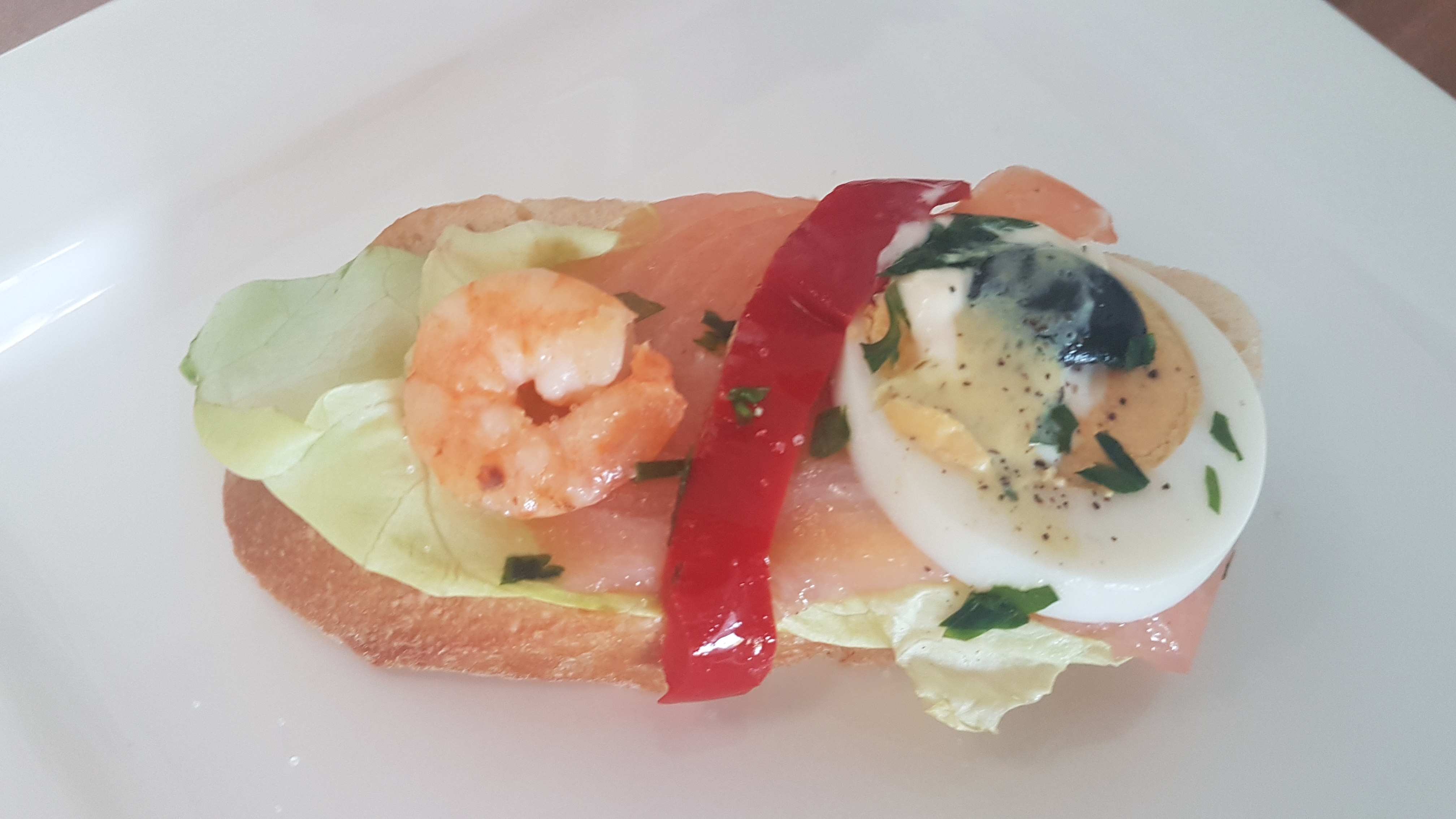
Eine belegte Baguettescheibe als Beispiel für Appetithäppchen

Appetithäppchen (auch Appetithappen, Appetitbissen und aus dem Englischen Appetizer, Savouries und Starters) sind kleine Vorspeisen, die vor dem Essen gereicht werden, um den Appetit zu wecken. Der französische Fachbegriff lautet amuse gueule oder amuse bouche.
Häppchen (sogenanntes Fingerfood) ohne nachfolgendes Menü dienen als eigenständiger Imbiss bei Stehempfängen. Im Gegensatz zu den amuse gueule werden sie nicht direkt am Tisch serviert, sondern werden laufend den Gästen von Platten zum Verzehr angeboten.

## Herstellung und Verzehrweisen
In der Gastronomie existiert in Europa das Berufsbild des Hors-d’œuvrier (auch Hors d'oeuvire), der für die Vorspeisen (franz. Horsd’œuvre) und kalte Küche verantwortlich ist. Er wird vertreten durch den Gardemanger, wenn es keinen Hors-d’œuvrier gibt. Die  Aufgabe der Kaltmamsell ist, Saucen und Gerichte der „kalten Küche“, darunter auch Appetithäppchen, herzustellen. Beispiele für Appetithäppchen sind belegte Baguettescheiben, kleine herzhaft gefüllte oder belegte Backwaren oder Gemüsestückchen.
Bei Stehempfängen oder einem Bankett werden gelegentlich Appetithäppchen angeboten, um die Wartezeit bis zum Beginn des Menüs zu überbrücken. Sie sind Fingerfood und werden darum auch bei formalen Anlässen ohne Essbesteck zu sich genommen. Manche Appetithäppchen sind Fleischspieße im Miniaturformat wie Satay bzw. Brochettes oder es werden Zahnstocher als Hilfsmittel für den Verzehr bereitgestellt.
Folgt auf Häppchen kein Menü, wie beispielsweise bei einer Cocktailparty oder einem Apéro, stellen sie einen eigenständigen Imbiss dar.

## Appetithäppchen in verschiedenen Ländern

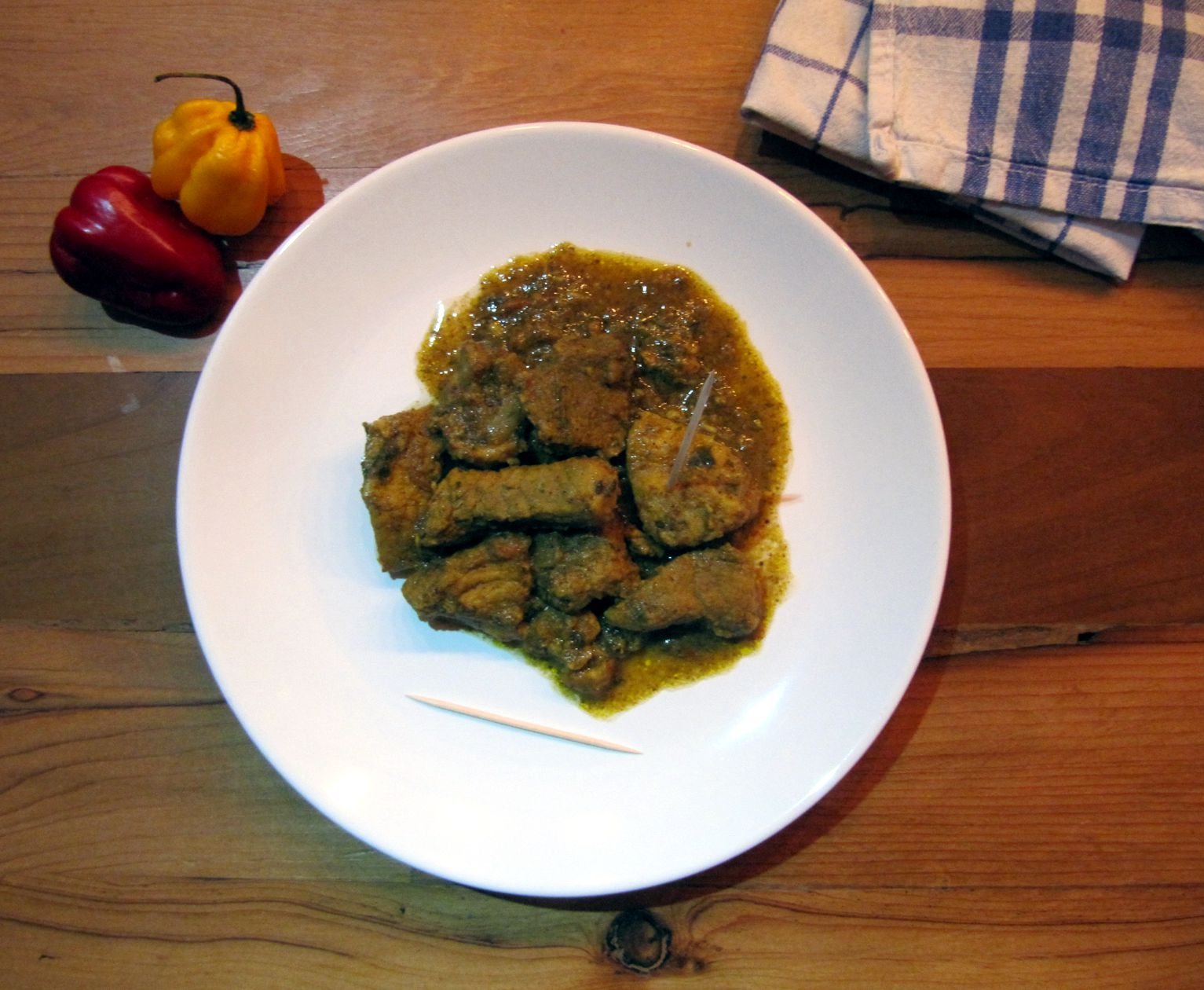
Geera Pork mit Zahnstocher statt Besteck

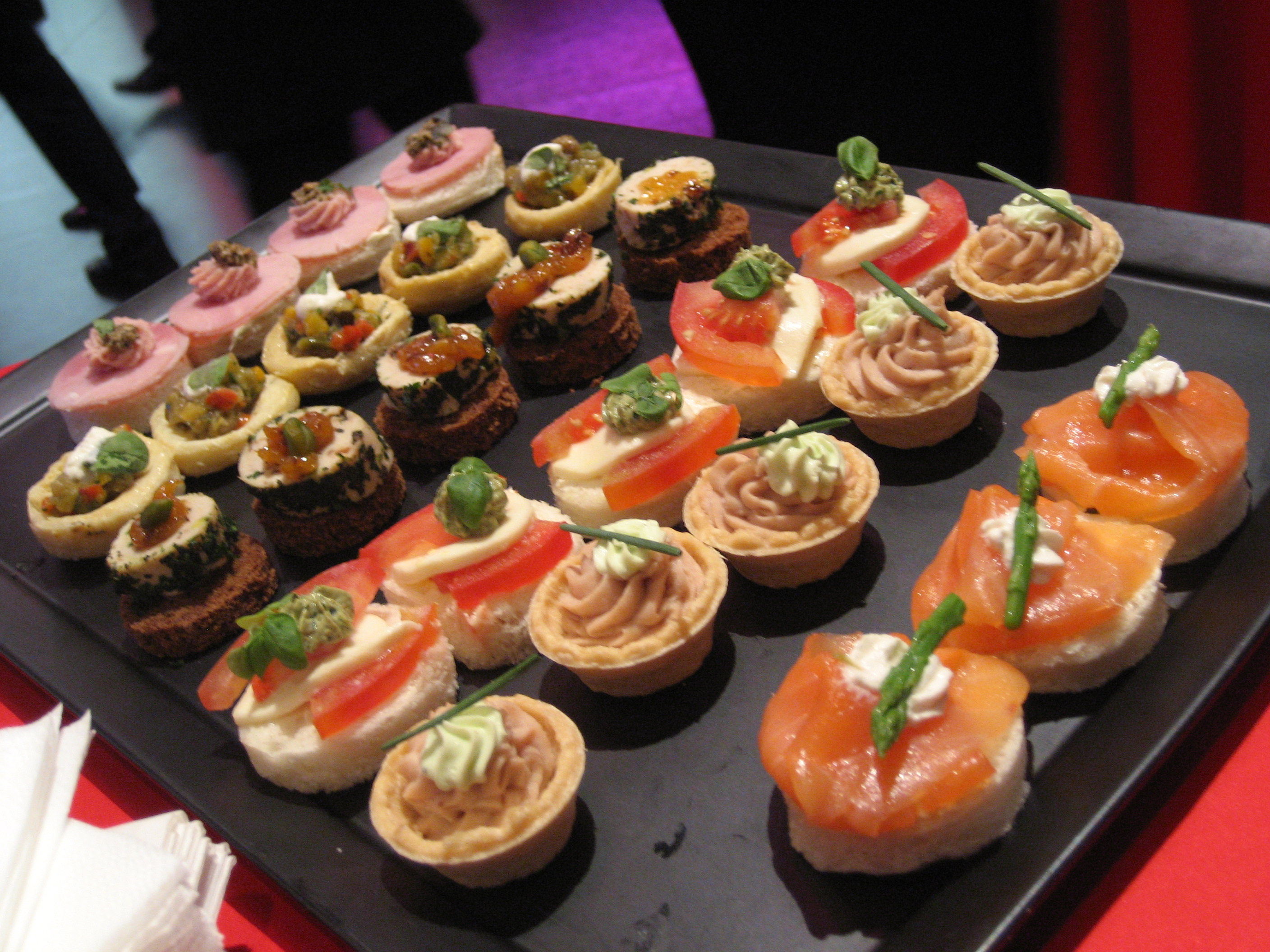
Apéro-Gebäck

In einigen Ländern Asiens, der Karibik oder Südeuropas werden Appetithäppchen abends in Bars und Kneipen zu alkoholische Getränken gegessen. Ein Beispiel dafür ist das Fleischgericht Geera Pork in Trinidad und Tobago.
Zudem existieren für Appetithäppchen spezifische Begriffe in unterschiedlichen Kulturräumen:
- in der arabischen Küche Mezze
- in Frankreich Horsd’œuvres, Amuse-Gueules bzw. Amuse-Bouches
- in Griechenland Mezedes
- in Italien Tartine oder Stuzzichini
- in Russland Sakuska
- in der Schweiz Canapés oder „belegte Brötchen“
- in Süddeutschland und Österreich Magen- oder Gaumentretzer[6]  bzw. -trätzerle
- in Spanien Tapas
- in Trinidad und Tobago Cutters

## Begrifflichkeiten
Die Abgrenzung zwischen Appetithäppchen als „Vorspeise“ und als „Imbiss“ ist nicht eindeutig. So sind beispielsweise verschiedene Mezze ein Bestandteil traditioneller arabischer und griechischer Menüs, sie werden aber in Restaurants oder als Street Food auch separat angeboten. Zudem ist es in der Gastronomie üblich, bei einem italienischen Menü als Vorspeise eine Auswahl verschiedener Antipasti zu reichen.